# Jacques de Vaucanson

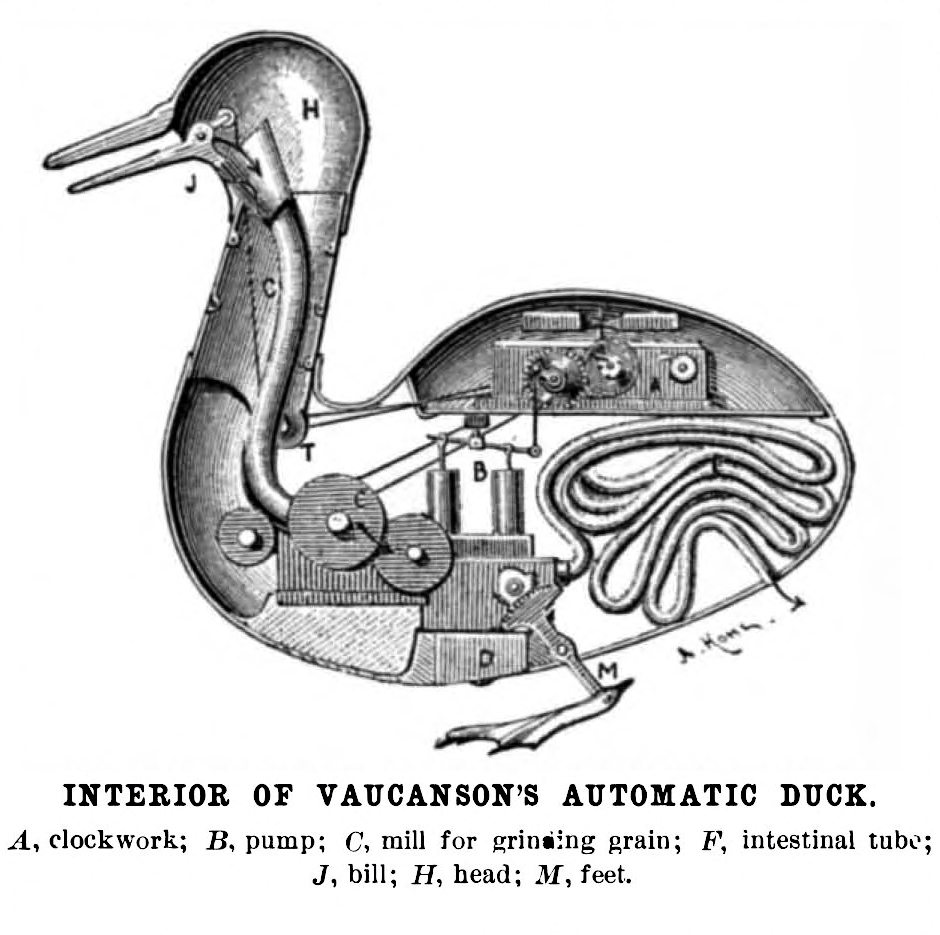
Automat kaczka Vaucansona

Łańcuch Vaucansona

Jacques de Vaucanson (ur. 24 lutego 1709 w Grenoble, Francja, zm. 21 listopada 1782 w Paryżu) – francuski wynalazca i konstruktor, syn rękawicznika, symbol nowoczesnego inżyniera wieku Oświecenia. Wywarł znaczny wpływ na fizykę (w tym głównie mechanikę) i nauki przyrodnicze. Ukończył szkołę jezuitów, następnie wstąpił do zakonu franciszkanów. W tym czasie skonstruował urządzenie do automatycznego przewracania stron w Ewangelii oraz postacie aniołów poruszających skrzydłami.
W 1738 roku przedstawił publicznie Francuskiej Akademii Nauk swój pierwszy dojrzały automat – „Flecistę”. Później skonstruował „Gracza na tamburynie” oraz „Kaczkę”. Wszystkie trzy sprzedał w roku 1743. „Flecista” i „Gracz na tamburynie” zostały zniszczone w toku rewolucji francuskiej; „Kaczka” trafiła do Niemiec, a później do muzeum w Niżnym Nowogrodzie, gdzie w 1879 spłonęła w pożarze. Kaczka nie tylko pływała po wodzie, lecz chwytała rzucane na wodę ziarna, połykała je, a później wydalała. De Vaucanson dokonał też wielu innych znaczących wynalazków – m.in. wynalazł łańcuszek z drucianych oczek („łańcuch Vaucansona”) oraz giętką rurę z kauczuku.
W roku 1741 rozpoczął pracę jako inspektor francuskiego przemysłu jedwabniczego, który całkowicie zreorganizował, i to w warunkach silnej konkurencji ze strony Anglii i Szkocji. Udoskonalił sam proces produkcyjny, a także usprawnił używane maszyny. Używał kart dziurkowanych M. Falcona do automatyzacji produkcji; zastąpił je później specjalnie przygotowanym walcem metalowym, którego użycie umożliwiło cykliczne wykonywanie pewnych operacji.
W roku 1746 został członkiem Francuskiej Akademii Nauk.
Jest uważany za jednego z ojców nowoczesnego tkactwa. Jego konstrukcje (automaty, programowanie warsztatów tkackich) należą także do historii informatyki.